# Beowulf (кластер)

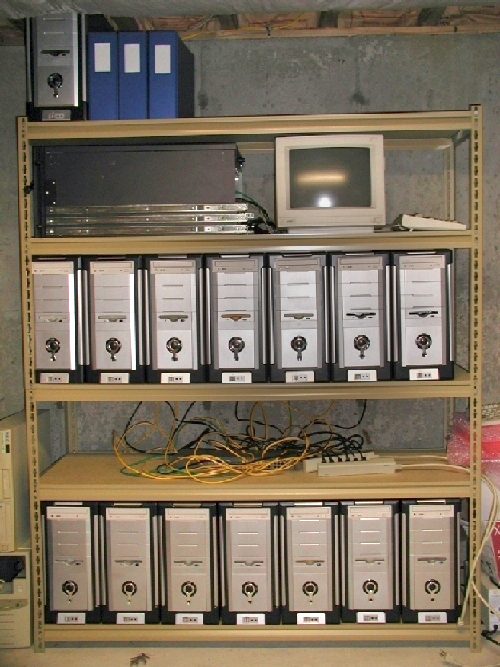
Кластер Beowulf собранный в домашних условиях

Beowulf (Beowolf) — кластер, который состоит из широко распространённого аппаратного обеспечения, работающий под управлением операционной системы, распространяемой с исходными кодами (например, GNU/Linux или FreeBSD).
Особенностью такого кластера также является масштабируемость, то есть возможность увеличения количества узлов системы с пропорциональным увеличением производительности. Узлами в кластере могут служить любые серийно выпускаемые компьютеры, количество которых практически неограниченно. Для распределения обработки данных между узлами обычно используются технологии MPI или PVM.

## Происхождение термина
Первоначально так назывался один из Linux-кластеров, созданных в 1994 году учеными Томасом Стерлингом и Дональдом Бекером в научно-космическом центре NASA. Название взято из одноимённой древнеанглийской эпической поэмы о герое-витязе Беовульфе.

## Идея системы

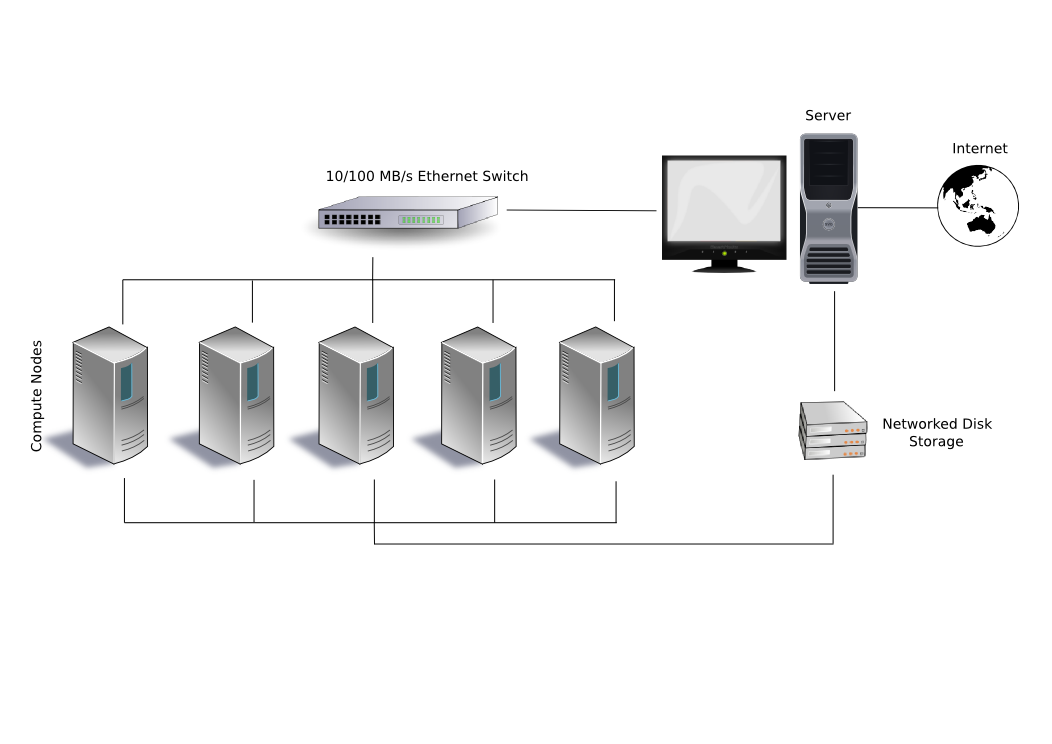
Типичная конфигурация кластера Beowulf

Кластер типа Beowulf не создается каким-то особенным программным обеспечением. Для его создания используется обычно простые общедоступные потребительские компьютеры и только свободное программное обеспечение с открытым исходным кодом, что позволяет снизить финансовые затраты и расширяет возможности настройки ПО под свои нужды. Большинство кластеров Beowulf используют UNIX-подобную операционную систему, такую как BSD, Linux или Solaris. Из библиотек параллельного программирования наиболее популярными являются Message Passing Interface (MPI) и Parallel Virtual Machine (PVM). И та и другая позволяет программисту распределить исполнение задачи по группе компьютеров, соединенных в сеть, и в итоге собрать результаты их работы. Примерами реализации библиотеки MPI являются Open MPI и MPICH. Также могут использоваться и другие реализации.
Кластеры Beowulf используются по всему миру, в основном для научных вычислений. С 2017 года, каждая система в списке самый мощных суперкомпьютеров мира Top500 использовала методы кластера Beowulf и операционную систему Linux. Разумеется на уроне суперкомпьютеров это не просто сборка потребительских компьютеров в кластер, а объединение специально разработанных узлов (blade servers) с помощью специального сетевого обеспечения, и специальных систем охлаждения.

## Преимущества Beowulf-систем
- стоимость системы гораздо ниже стоимости суперкомпьютера;
- возможность увеличения производительности системы;
- возможность использования устаревших компьютеров, тем самым увеличивается срок эксплуатации компьютеров;
- широкая распространённость, а значит и доступность, аппаратных компонентов.